# 피라타 FC
피라타 FC(Pirata Fútbol Club)는 페루 치클라요를 연고로 하는 축구 클럽이다. 현재 페루 세군다 디비시온에 참가하고 있다.

## 우승

### 국내 대회
- 코파 페루

2018

### 지역 대회
- 람바예케 지역 리가

2016, 2018

## 선수 명단

### 현역
- 프랑코 레온(2023 ~ )